# Saint-Eusèbe (Alta Savoia)
Saint-Eusèbe és un municipi francès situat al departament de l'Alta Savoia i a la regió d'Alvèrnia-Roine-Alps. L'any 2007 tenia 436 habitants.

## Demografia

### Població
El 2007 la població de fet de Saint-Eusèbe era de 436 persones. Hi havia 173 famílies de les quals 51 eren unipersonals (35 homes vivint sols i 16 dones vivint soles), 35 parelles sense fills, 67 parelles amb fills i 20 famílies monoparentals amb fills.
La població ha evolucionat segons el següent gràfic:
Habitants censats

### Habitatges
El 2007 hi havia 201 habitatges, 179 eren l'habitatge principal de la família, 11 eren segones residències i 11 estaven desocupats. 181 eren cases i 19 eren apartaments. Dels 179 habitatges principals, 153 estaven ocupats pels seus propietaris, 24 estaven llogats i ocupats pels llogaters i 3 estaven cedits a títol gratuït; 1 tenia una cambra, 8 en tenien dues, 15 en tenien tres, 56 en tenien quatre i 99 en tenien cinc o més. 161 habitatges disposaven pel capbaix d'una plaça de pàrquing. A 72 habitatges hi havia un automòbil i a 100 n'hi havia dos o més.

### Piràmide de població
La piràmide de població per edats i sexe el 2009 era:
| Homes | Edats   | Dones |
| ----- | ------- | ----- |
| 0     | 95 o +  | 0     |
| 0     | 90 a 94 | 0     |
| 0     | 85 a 89 | 0     |
| 0     | 80 a 84 | 4     |
| 8     | 75 a 79 | 12    |
| 8     | 70 a 74 | 8     |
| 4     | 65 a 69 | 0     |
| 8     | 60 a 64 | 8     |
| 20    | 55 a 59 | 4     |
| 28    | 50 a 54 | 12    |
| 28    | 45 a 49 | 8     |
| 8     | 40 a 44 | 20    |
| 0     | 35 a 39 | 12    |
| 16    | 30 a 34 | 8     |
| 12    | 25 a 29 | 8     |
| 16    | 20 a 24 | 4     |
| 24    | 15 a 19 | 12    |
| 4     | 10 a 14 | 12    |
| 4     | 5 a 9   | 4     |
| 12    | 0 a 4   | 4     |

## Economia
El 2007 la població en edat de treballar era de 304 persones, 236 eren actives i 68 eren inactives. De les 236 persones actives 221 estaven ocupades (124 homes i 97 dones) i 15 estaven aturades (5 homes i 10 dones). De les 68 persones inactives 29 estaven jubilades, 19 estaven estudiant i 20 estaven classificades com a «altres inactius».

### Ingressos
El 2009 a Saint-Eusèbe hi havia 179 unitats fiscals que integraven 453 persones, la mediana anual d'ingressos fiscals per persona era de 19.462 €.

### Activitats econòmiques
Dels 20 establiments que hi havia el 2007, 1 era d'una empresa extractiva, 1 d'una empresa de fabricació d'altres productes industrials, 4 d'empreses de construcció, 3 d'empreses de comerç i reparació d'automòbils, 2 d'empreses d'hostatgeria i restauració, 3 d'empreses immobiliàries, 5 d'empreses de serveis i 1 d'una empresa classificada com a «altres activitats de serveis».
Dels 4 establiments de servei als particulars que hi havia el 2009, 1 era una fusteria, 2 electricistes i 1 restaurant.
L'any 2000 a Saint-Eusèbe hi havia 25 explotacions agrícoles que ocupaven un total de 672 hectàrees.

## Equipaments sanitaris i escolars
El 2009 hi havia una escola elemental.

## Poblacions més properes
El següent diagrama mostra les poblacions més properes.